# Ampliación San Jerónimo
Ampliación San Jerónimo är en ort i Mexiko, tillhörande kommunen Tecámac i delstaten Mexiko. Ampliación San Jerónimo ligger i den centrala delen av landet och tillhör Mexico Citys storstadsområde. Orten hade 232 invånare vid folkmätningen 2010.